# X 3600
Les X 3600 constituent une série de 35 autorails de la SNCF correspondant à une version évoluée du type ABJ produit par Renault et dénommée « ABJ 4 ».
Commandés en janvier 1948 en même temps que les X 3700 De Dietrich, les X 3600 sont livrés entre octobre 1948 et octobre 1949. Leur carrière se déroule presque exclusivement sur les voies de la région Sud-Ouest de la SNCF. Les derniers exemplaires sont retirés du service le 23 mai 1977 avant d'être radiés des inventaires de la SNCF en décembre de la même année.
Deux exemplaires sont préservés par des associations dont le X 3601, tête de série, par ailleurs classé au titre objet des monuments historiques.

## Genèse de la commande
Le 7 juin 1944, pour reconstituer son parc mis à mal par la Seconde Guerre mondiale, la SNCF décide l'achat d'un certain nombre d'autorails auprès de Renault et de De Dietrich, les deux principaux constructeurs français d'autorails. Modifiée à plusieurs reprises, la commande ferme est de 35 autorails dérivés des ABJ 3, passée le 28 janvier 1948 auprès de Renault. Le même jour, vingt autres autorails (X 3700) sont commandés à De Dietrich. Ces commandes, ainsi que les X 5600 et la petite série des X 5700, sont les dernières passées par la SNCF avant l'arrivée des grandes séries d'autorails « unifiés », destinés à circuler sur l'ensemble du réseau ferroviaire.
La série  X 3601 à X 3635 sort d'usine après-guerre et bénéficie dès sa construction de tous les perfectionnements apportés au fur et à mesure sur les séries précédentes d'ABJ. Ces autorails sont construits par la Régie Nationale des Usines Renault (RNUR) à Billancourt. Les livraisons s'échelonnent de la fin octobre 1948 au 3 octobre 1949.

## Caractéristiques et aménagements

### Caractéristiques techniques
Comme tous les ABJ, les X 3600 possèdent une caisse composée de deux poutres latérales en treillis reliées entre elles par des traverses. Cette structure est recouverte de tôles en alliage léger d'aluminium. Le moteur est, comme sur les précédentes versions d'ABJ monté en cabine au-dessus du bogie moteur et relié à une boîte de vitesses à quatre rapports avec inverseur de marche. 
Principale différence d'aspect avec les ABJ précédents, ils possèdent un radiateur de refroidissement disposé à plat au-dessus du moteur en toiture et pourvu d'une ventilation forcée. En outre, le moteur Renault 517 J est plus puissant avec 300 ch et les commandes sont devenues électro-pneumatiques. Une cloison sépare le moteur de la cabine, ce qui assure au conducteur une isolation phonique relative. Le chauffage du compartiment voyageurs est assuré par l'eau de refroidissement du moteur circulant dans des aérothermes. Les bogies sont renforcés et le système de freinage amélioré.
Leur vitesse maximum autorisée est de 120 km/h. Ils sont jumelables (un conducteur dans chaque engin) mais non couplables (un conducteur unique pour tous les engins). Les X 3600 sont équipés en sortie d'usine de la traverse de tamponnement et de l'attelage classique allégé mais ils ne peuvent tracter qu'une seule remorque.

### Livrée et aménagements intérieurs
Les X 3600 sont mis en service dans la livrée habituelle des autorails à la fin des années 1940 : bas de caisse rouge vermillon, ceinture des baies et pavillon crème. À partir de 1968 et comme sur l'ensemble du parc autorails, sauf exceptions, le pavillon est repeint en rouge vermillon pour améliorer la visibilité.
De construction, tous les autorails sont aménagés en 3e classe, avec des banquettes (3 + 2 places de front) et six strapontins, leur conférant une capacité totale de 76 places.
En 1956, à la faveur de la disparition de la 3e classe à la SNCF, les vingt-cinq derniers numéros de la série sont « promus » en seconde classe, sans modification de leurs aménagements. Les dix premiers numéros deviennent des autorails de 1re classe, ne transportant plus que 48 personnes dans 36 sièges individuels orientables selon le sens de la marche et pourvus de dossiers inclinables (2 + 2 sièges de front), et 12 sièges fixes le long des cloisons des espaces voyageurs. La masse des autorails de 1re classe est portée à 32 t contre 31 t pour les autres.

## Carrière en France
La longévité des X 3600 de la SNCF est inférieure à celles des ABJ 1 à 3 mais leur utilisation est beaucoup plus intensive.

### Dépôts titulaires
Sept dépôts comptent les X 3600 à leur effectif, les sites de Bordeaux étant les seuls à les avoir hébergés du début à la fin de leur carrière. La dotation montluçonnaise ne demeure dans ce dépôt que de l'été 1969 à septembre 1970. Outre ceux mentionnés dans le tableau ci-dessous, Poitiers compte deux X 3600 à son effectif de septembre 1952 à novembre 1953. Les derniers engins du dépôt de Bordeaux-Saint-Jean sont radiés le 8 décembre 1977 alors que les 3601 (tête de série) et 3618 sont les derniers à avoir circulé en service commercial le 25 mai 1977.
| dépôt titulaire     | 01/01/1950 | 01/01/1961 | 01/01/1970 | 01/01/1975 | 01/01/1977 |
| ------------------- | ---------- | ---------- | ---------- | ---------- | ---------- |
| Bordeaux-Bastide    | 14         |            |            |            |            |
| Bordeaux-Saint-Jean |            | 21         | 22         | 19         | 10         |
| Limoges             | 8          | 8          | 2          | 2          |            |
| Montluçon           |            |            | 6          |            |            |
| Tours               | 13         |            |            |            |            |
| Tours-Saint-Pierre  |            | 6          | 5          | 3          |            |
| TOTAL               | 35         | 35         | 35         | 24         | 10         |

### Services assurés
L'activité des ABJ 4 se concentre essentiellement sur la seule région Sud-Ouest de la SNCF. 
Les ABJ 4 réaménagés en première classe, tous affectés à Bordeaux, assurent les liaisons Bordeaux - Lyon, Lyon - Clermont-Ferrand et Bordeaux - Toulouse.
Avec l'arrivée de séries plus modernes, X 2400 et X 2800 notamment, les ABJ 4 de seconde classe sont progressivement redéployés presque exclusivement sur les dessertes locales omnibus du sud-ouest.
- Bordeaux - Aurillac
- Bordeaux - Sarlat
- Agen - Auch
- Agen - Monsempron-Libos
- Morcenx -  Mont-de-Marsan
- Brive - Capdenac
- Limoges - Brive
- Limoges - Poitiers
- Poitiers - La Rochelle
- Limoges - Angoulême
- Limoges - Périgueux
- Limoges - Nantes
- Limoges - Saintes
- Saintes - Angoulême
- Tours - Vierzon
- Tours - Saumur
- Tours - Châteauroux
- Tours - Nevers
- Tours - Montluçon
- Tours - Le Mans
- Tours - Vendôme
- Tours - Châteaudun - Dourdan
- Cahors - Capdenac
- Cahors - Montauban

### Les ABJ 4 des CFSNE
En 1948, la compagnie des chemins de fer secondaires du Nord-Est (CFSNE) commande à Renault trois ABJ 4 numérotés 25 à 27. Mis en service en octobre de l'année suivante, leurs circulations se restreignent peu à peu au fil du transfert sur route du trafic voyageurs. Arrêtés en 1968, ils sont envoyés à la ferraille, probablement au début des années 1970.

## ABJ 4 et apparentés à l'étranger

### Les ABJ 5 de Tunisie
En 1949, Renault livre six ABJ 5 à la compagnie fermière des chemins de fer tunisiens. Les ABJ 5 sont très proches des ABJ 4, différant surtout par les aménagements liés au climat comme la présence d'un double pavillon de toiture et par leur possibilité de couplage. Ils sont conservés jusqu'au début des années 1970, les derniers d'entre eux étant radiés en 1986,.

### Les ABJ 7 d'Espagne
Entre 1949 et 1956, Renault livre vingt ABJ 7 à la Renfe. Les autorails espagnols ne diffèrent véritablement des X 3600 que par leur adaptation à la voie large ibérique. Cette livraison intervient en complément d'une précédente commande de douze ABJ 2 honorée entre 1936 et 1941. Les ABJ 7 de la Renfe sont radiés en 1976.

### Les ABJ 9 de Grèce
C'est entre 1950 et 1953 que Renault livre neuf ABJ 9 aux chemins de fer helléniques. Ces autorails, numérotés AA 41 à 49, se distinguent des ABJ 4 par un aménagement plus luxueux, comportant notamment un bar ; ils sont en outre couplables entre eux. Ils restent en service jusqu'à l'automne 1980.

## Autorails préservés

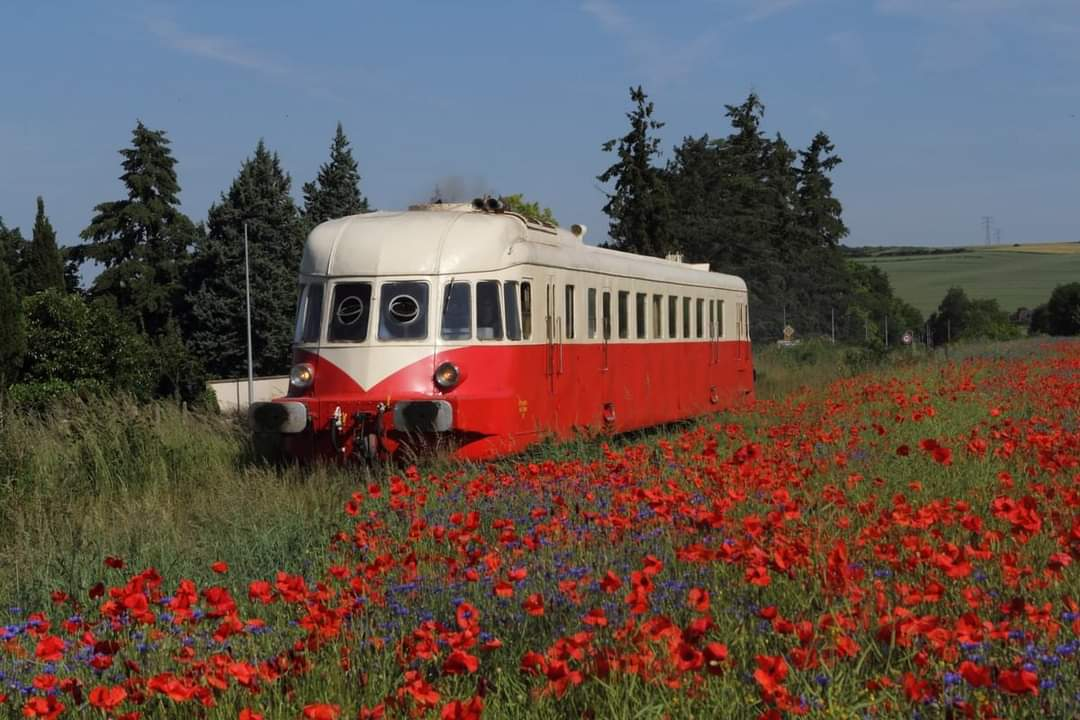
Le X 3601 restauré par le CFVE.

Premier autorail de la série et l'un des derniers à avoir assuré un service commercial en mai 1977, le X 3601 commence par circuler, après sa réforme de la SNCF, sur les voies des Trains à vapeur de Touraine. Racheté en 1989 par le Chemin de fer de la vallée de l'Eure (CFVE) où il circule épisodiquement entre Pacy-sur-Eure et Breuilpont, il est classé au titre objet des monuments historiques le 31 janvier 1998. Gardant son aménagement de 1re classe, il arbore la livrée originelle de la série, caisse rouge vermillon et toiture crème,.
Le X 3623 est acquis en 1979 par le Chemin de fer touristique du Vermandois (CFTV) et renuméroté no 28. Il bénéficie d'une livrée vert wagon et crème. Le CFTV le fait circuler à partir de 1980 sur le parcours Saint-Quentin–Origny-Sainte-Benoite. Il est arrêté en 1999 pour des opérations de maintenance. En 2019, il est garé en attente de restauration,.

## Modélisme
Ce type d'autorails a été reproduit en HO par les firmes AS (X 3623) au milieu des années 80 et Electrotren (X 3614) en 2006. 
L'ABJ 4 a été reproduit en N par Transmondia/Artrain (toit rouge ou toit crème), et par Mabar (modèle de première classe à toit crème et modèle de seconde classe à toit rouge).